# لورنزو بالومو
لورنزو بالومو (10 مارس 1938 - 13 أبريل 2024) كان ملحنًا وقائدًا رئيسيًا لجوقة بلنسية السمفونية بإسبانيا من عام 1973 إلى عام 1976 وقائدًا وعازف بيانو في أوبرا برلين الألمانية من عام 1981 إلى عام 2004. عاش لورينزو بالومو ثمانية وثلاثين عامًا في برلين في ألمانيا.

## نشأته
ولد لورنزو بالومو في ثيوداد ريال عام 1938، خلال الحرب الأهلية الإسبانية، في ظل هذه الظروف عادت والدته إلى بوزوبلانكو حيث عاشت العائلة، بعد ذلك بوقت قصير انتقلوا إلى قرطبة حيث قضى الملحن شبابه. درس بالومو البيانو والهارموني في معهد قرطبة الموسيقي وفي سن العشرين دخل معهد برشلونة الموسيقي، حيث درس التأليف مع خواكين زاماكويس والبيانو مع صوفيا بوتشي دي ميندليويتز. ومن ثم درس مع بوريس غولدوفسكي في مدينة نيويورك، بمنحة دراسية من مؤسسة خوان مارش المؤسسة التي تأسست على يد خوان مارش أغنى رجل في إسبانيا عام 1955.